# Getasan (Petang)
Getasan is een bestuurslaag in het regentschap Badung van de provincie Bali, Indonesië. Getasan telt 1751 inwoners (volkstelling 2010).